# Muhlis Akarsu
Muhlis Akarsu (geboren 20. Februar 1948 in Kangal, Sivas, Türkei; gestorben 2. Juli 1993 in Sivas) war ein türkischer Bağlama-Spieler und Sänger. Akarsu war einer der bekanntesten Vertreter der alevitischen Musik, deren Hauptinstrument die Bağlama (Saz) darstellt.

## Leben und Karriere
1972 heiratete er die Tochter von Seyyit Halil Çiftlik, Muhibe Leyla Akarsu.
Der Musiker nahm unter anderem Platten mit Arif Sağ, Musa Eroğlu, Yavuz Top und Aşık Mahzuni Şerif auf. Sein bekanntestes Album war „Sivas Ellerinde Ömrüm Calınır“.
Am 2. Juli 1993 nahmen Muhlis Akarsu und seine Ehefrau mit vielen anderen Aleviten am Pir-Sultan-Abdal-Festival teil. Eine aufgebrachte Menschenmenge religiöser Extremisten zündete das Hotel an. Muhlis Akarsu und seine Ehefrau kamen bei diesem Brandanschlag auf das Madımak Hotel ums Leben. Das Paar hinterließ drei Töchter. Muhlis Akarsus Musik wird heute noch im alevitischen Kulturkreis gehört und verwendet.
2006 wurde die Melodie seines Liedes Allah Allah Desem Gelsem von dem amerikanischen Produzenten Timbaland für den Song Wait For You auf dem Album Loose von Nelly Furtado verwendet.

## Diskografie

### Alben
- Aramam Seni
- Karagözlüm
- Karlı Dağlar
- Ağlama Gülüm Ağlama
- Dam Üstüne Çul Serer
- Gurbeti Ben Mi Yarattım
- Ne Tadı Var Ömrümün
- Yükledim Göçümü
- Dert Oldu
- Bırakmadı Sevdan Beni
- Deprem
- Kalk Gidelim Deli Gönül
- Muhlis Akarsu 1
- Deli Lemi
- Dünü ve Bugünü
- Vururlar Seni/Sivasli Kardeşim
- Sivas Ellerinde Ömrüm Calınır
- Aşık Olan Durmaz Ağlar
- Ya Dost Ya Dost
- Vururlar Seni
- Gönül
- Ölümsüz Ozanlar Serisi

### Kollaborationen
- Gecmis Zaman Olur ki (mit Aşık Gülabi)
- Gönülden Gönüle (mit Ali Ekber Çiçek und Mehmet Erenler)
- Muhabbet 1 (mit Arif Sağ und Musa Eroğlu)
- Muhabbet 2 (mit Arif Sağ und Musa Eroğlu)
- Muhabbet 3 (mit Arif Sağ, Musa Eroğlu und Yavuz Top)
- Muhabbet 4 (mit Arif Sağ, Musa Eroğlu und Yavuz Top)
- Muhabbet 5 (mit Arif Sağ, Musa Eroğlu und Yavuz Top)
- Muhabbet 6 (mit Musa Eroğlu und Yavuz Top)
- Muhabbet 7 (mit Musa Eroğlu und Yavuz Top)
- Ozanlarin Dili (mit Aşık Mahzuni Şerif, Aşık Yoksuli und Abdullah Papur)
- 2 Saz 2 Söz (mit Aşık Mahzuni Şerif)
- Halk Ozanları Avrupa Konseri 1 (mit Sabahat Akkiraz, Arif Sağ, Güler Duman, Aşık Mahzuni Şerif, Özlem Özgür, Yavuz Top, Cangül, Gülşen Altun, Musa Eroğlu, Mutlu Güler)
- Halk Ozanları Konseri 2 (mit Arif Sağ, Aşık Mahzuni Şerif, Özlem Özgür, Musa Eroğlu, Sebahat Akkiraz, Deste Günaydın, Gülcihan Koç, Aşık Gülabi)

### Singles (Auswahl)
- Gönlüm Hoş Değil